# 63. nordlige breddekreds
Den 63. nordlige breddekreds (eller 63 grader nordlig bredde) er en breddekreds, der ligger 63 grader nord for ækvator. Den løber gennem Atlanterhavet, Europa, Asien og Nordamerika.